# Nudelman-Rikhter NR-23
Le Nudelman-Rikhter NR-23 était un canon soviétique largement utilisé dans les avions militaires de l’Union soviétique et du Pacte de Varsovie. Il a été conçu par A. E. Nudelman et A. A. Richter pour remplacer le Nudelman-Suranov NS-23 et le Volkov-Yartsev VYa-23 de l’époque de la guerre, entrant en service en 1949.
Le NR-23 est un canon de 23 mm à canon unique à recul court. Il était similaire au NS-23 mais des améliorations mécaniques augmentèrent sa cadence de tir de plus de 50 %. Sa cadence de tir théorique était de 850 coups par minute, bien que les tests de l’United States Air Force sur les armes capturées aient atteint une cadence de tir réelle de seulement 650 coups par minute.
Le NR-23 a ensuite été remplacé par le canon automatique Afanasev Makarov AM-23 qui avait une cadence de tir plus élevée. L’AM-23 a été utilisé dans des installations de tourelles pour les bombardiers. Il s’agissait d’une arme à emprunt de gaz, pesant 43 kg et capable d’une cadence de tir considérablement plus élevée (1 200 à 1 300 coups par minute).
La République populaire de Chine fabrique des copies des deux versions de cette arme sous les noms respectivement de Norinco Type 23-1 (NR-23) et Type 23-2 (AM-23).

## Utilisations
Le NR-23 a été utilisé sur des avions de chasse, notamment le MiG-15, le Lavotchkine La-15, le MiG-17 et certaines versions du MiG-19. En outre, il a également été utilisé sur l’Iliouchine Il-28 et le Beriev Be-6. L’AM-23 a été utilisé dans les tourelles défensives de l’Antonov An-12B, du Miassichtchev M-4, du Tupolev Tu-14, du Tupolev Tu-16, du Tupolev Tu-95/Tu-142 et du prototype Tupolev Tu-98.
Le NR-23 est également le seul canon à avoir été tiré dans l’espace. Des comptes rendus publiés indiquent qu’un canon Nudelman-Richter a été installé sur la station spatiale Almaz 2, Le dernier jour du déploiement de l’Almaz 2, les canons ont été testés en tirant un total de 20 obus. Les détails de ce test et ses résultats restent classifiés.
Au milieu des années 1960, le canon a été remplacé en service soviétique par le Gryazev-Shipunov GSh-23L à deux canons.
Le mécanisme du NR-23 a été agrandi à l’échelle pour produire le canon Nudelman-Rikhter NR-30 de 30 mm plus puissant utilisé dans le MiG-19 et certaines versions du MiG-21.